# Daaaaaalí!
Daaaaaalí! és una pel·lícula francesa escrita i dirigida per Quentin Dupieux. Es va presentar a la 80a Mostra Internacional de Cinema de Venècia el 7 de setembre de 2023, i es va estrenar als cinemes de França el 7 de febrer de 2024. S'ha doblat i subtitulat al català.

## Argument
La Judith, una periodista francesa, es troba diverses vegades amb Salvador Dalí, primer per a un projecte d'entrevista, que Dalí rebutja, després per a un documental que resulta difícil de fer, sobretot quan Dalí, conduint el seu Rolls-Royce a la platja, trenca la càmera abans que comenci el rodatge.
A aquesta trama, en la qual Dalí interpreta el seu personatge «excèntric i concèntric, tant anarquista com monàrquic», entrellaça el relat d'un bisbe sobre un somni que va tenir durant un àpat al qual Dalí va ser convidat a casa del seu jardiner. Però el somni del bisbe, aparentment complert diverses vegades, es reprèn i s'allarga cada cop, sense que l'àpat tampoc no sembli acabar.
Cinc actors interpreten el pintor, la qual cosa s'afegeix a la confusió de la història quan Dalí es fa més jove i canvia els seus trets d'un pla a un altre.

## Repartiment
- Anaïs Demoustier: Judith, la periodista
- Edward Baer: Salvador Dalí
- Jonathan Cohen: Salvador Dalí
- Gilles Lellouche: Salvador Dalí
- Pio Marmaï: Salvador Dalí
- Didier Flamand: Ancià Salvador Dalí
- Boris Gillot: Salvador Dalí
- Romain Duris: Jérôme, el productor
- Agnès Hurstel: Lucie, l'assistent
- Marie Bunel: Mrs. Abravanel, la compradora del quadre
- Nicolas Carpentier: el subhastador
- Jerome Niel: el model de canya
- Marc Fraize: el model de mocador
- Jean-Marie Winling: l'home de l'autobús
- Tom Dingler: François
- Nicolas Laurent: Jordi
- Eric Naggar: el capellà
- Ken Samuels: el vaquer

## Producció
El rodatge començà el 8 de novembre de 2022 a la regió parisenca a prop de Saint-Cloud, i acabà el 23 de desembre de 2022.
Thomas Bangalter, membre de Daft Punk, va compondre la música de la pel·lícula. Bangalter, amic de Dupieux, ja havia fet un cameo a la seva pel·lícula Réalité el 2014.